# Дутулур
Дутулу́р (бур. Дγтэлγγр) — улус в Закаменском районе Бурятии, образует сельское поселение «Дутулурское».

## География
Расположен в 12 км к северо-востоку от районного центра, города Закаменск, по северной стороне региональной автодороги Р440 Гусиноозёрск — Петропавловка — Закаменск (279-й км), на левобережье реки Джида, в полукилометре к северу от её русла. На запад от улуса начинается автодорога местного значения Дутулур — Санага — Далахай. 
Расстояние до города Улан-Удэ по автодороге — 400 км.

## Название
Название улуса Дутулур образовалось от бурятского слова дγтэ, в переводе означающий ближний.

## История
Улус Дутулур образован в 1956 году. До этого жители этого улуса проживали отдельными заимками  по левому берегу реки Джида до современной дороги, по долине речки Татлинка. На месте, где потом был построен аэродром, проживали три казачьи семьи.
Про основании Дутулура в 1956 году из села Модонкуль был перевезен дом купца Егора Кочетова. В этом строении расположилась дутулурская школа. Сам дом интересен одним фактом: в нём в августе 1921 года командир советского партизанского отряда Пётр Щетинкин допрашивал барона Унгерна, которого захватили его же казаки и передали красным.

## Население
| 2002 | 2010 | 2012 | 2013 | 2014 | 2015 | 2016 |
| ---- | ---- | ---- | ---- | ---- | ---- | ---- |
| 796  | ↗938 | ↗941 | ↗956 | ↘955 | ↘937 | ↘913 |
| 2017 | 2018 | 2019 | 2020 | 2021 | 2023 | 2024 |
| ↘896 | ↗897 | ↘869 | ↘853 | ↗901 | ↗906 | ↘894 |

## Инфраструктура
- сельская администрация
- почта
- общеобразовательная средняя школа
- детский сад на 35 мест
- дом культуры
- библиотека
- магазины

## Культура
В 1984 году в улусе Дутулур был создан народный театр, а в 1991 году самодеятельному коллективу присвоено звание «"Народный театр".

## Аэропорт

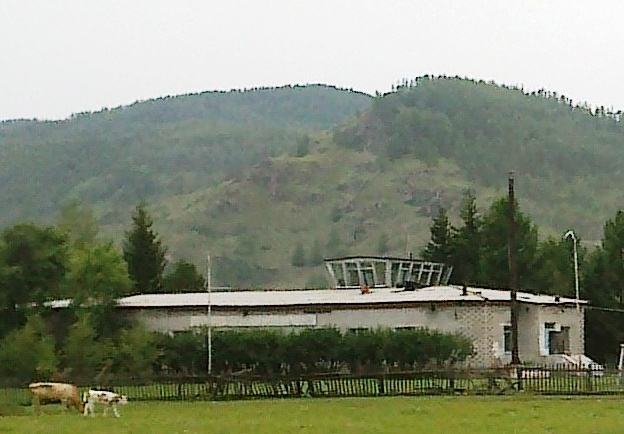
Здание бывшего Дутулурского аэропорта

На южной окраине улуса Дутулур в советское время находился аэропорт с грунтовой взлетно-посадочной полосой (ВПП). Сюда регулярно совершались авиарейсы Улан-Удэ — Закаменск. 
В конце 1980-х годов было принято решение о реконструкции аэропорта и строительстве бетонной ВПП. Однако, с распадом СССР и последовавшим экономическим кризисом, эти планы не были осуществлены. С подорожанием авиабилетов прекратились и сами авиарейсы. В наши дни аэропорт не действует.

## Известные люди
- Ж Ц. Цыреннимаев, бывший заместитель министра культуры РБ;
- В. Н. Лубсанов, диктор Бурятского радио.
- М. Б. Хабитуева, бывший заведующий районным отделом культуры , бывший директор Бурятского республиканского театра кукол.